# Lijst van voetbalinterlands Algerije - Benin
Deze lijst van voetbalinterlands is een overzicht van alle officiële voetbalwedstrijden tussen de nationale teams van Algerije en Benin. De landen hebben tot op heden elf keer tegen elkaar gespeeld. De eerste ontmoeting was een kwalificatiewedstrijd voor de Afrika Cup 1984 in Algiers op 8 april 1983. Het laatste duel, een vriendschappelijke wedstrijd, werd gespeeld op 9 september 2018 in de Algerijnse hoofdstad.

## Wedstrijden
| №  | Plaats     | Datum            | Competitie                   | Wedstrijd        | Uitslag |
| -- | ---------- | ---------------- | ---------------------------- | ---------------- | ------- |
| 1  | Algiers    | 8 april 1983     | Afrika Cup 1984 kwalificatie | Algerije − Benin | 6 − 2   |
| 2  | Cotonou    | 24 april 1983    | Afrika Cup 1984 kwalificatie | Benin − Algerije | 1 − 1   |
| 3  | Cotonou    | 23 februari 1997 | Afrika Cup 1998 kwalificatie | Benin − Algerije | 1 − 1   |
| 4  | Algiers    | 27 juli 1997     | Afrika Cup 1998 kwalificatie | Algerije − Benin | 2 − 0   |
| 5  | Algiers    | 14 januari 2002  | Vriendschappelijk            | Algerije − Benin | 4 − 0   |
| 6  | Blida      | 11 februari 2009 | Vriendschappelijk            | Algerije − Benin | 2 − 1   |
| 7  | Blida      | 26 maart 2013    | WK 2014 kwalificatie         | Algerije − Benin | 3 − 1   |
| 8  | Porto-Novo | 9 juni 2013      | WK 2014 kwalificatie         | Benin − Algerije | 1 − 3   |
| 9  | Blida      | 12 oktober 2018  | Afrika Cup 2019 kwalificatie | Algerije − Benin | 2 − 0   |
| 10 | Cotonou    | 16 oktober 2018  | Afrika Cup 2019 kwalificatie | Benin − Algerije | 1 − 0   |
| 11 | Algiers    | 9 september 2019 | Vriendschappelijk            | Algerije − Benin | 1 − 0   |

## Samenvatting
| Competitie              | Totaal gespeeld | Winst Algerije | Gelijk | Winst Benin | Doelsaldo Algerije – Benin |
| ----------------------- | --------------- | -------------- | ------ | ----------- | -------------------------- |
| WK-kwalificatie         | 2               | 2              | 0      | 0           | 6 − 2                      |
| Afrika Cup-kwalificatie | 6               | 3              | 2      | 1           | 12 − 5                     |
| Vriendschappelijk       | 3               | 3              | 0      | 0           | 7 − 1                      |
| Totaal                  | 11              | 8              | 2      | 1           | 25 − 8                     |

Wedstrijden bepaald door strafschoppen worden, in lijn met de FIFA, als een gelijkspel gerekend.
FAF · A-internationals · Bondscoaches · Statistieken · Selecties · Algerijns vrouwenelftal · Olympisch elftal · Algerije U21 · Algerije U20 · Algerije U19 · Algerije U18 · Algerije U17
1957 – 1969 · 
1970 – 1979 · 
1980 – 1989 · 
1990 – 1999 · 
2000 – 2009 · 
2010 – 2019 ·
2020 − 2029
WK 1982 · 
WK 1986 · 
WK 2010 · 
WK 2014
OS 1980 · 
OS 2016
1957 · 
1958 · 
1959 ·
1960 · 
1961 · 
1962 · 
1963 · 
1964 · 
1965 · 
1966 · 
1967 · 
1968 · 
1969 ·
1970 · 
1971 · 
1972 · 
1973 · 
1974 · 
1975 · 
1976 · 
1977 · 
1978 · 
1979 ·
1980 · 
1981 · 
1982 · 
1983 · 
1984 · 
1985 · 
1986 · 
1987 · 
1988 · 
1989 · 
1990 · 
1991 · 
1992 · 
1993 · 
1994 · 
1995 · 
1996 · 
1997 · 
1998 · 
1999 · 
2000 · 
2001 · 
2002 · 
2003 · 
2004 · 
2005 · 
2006 · 
2007 · 
2008 · 
2009 · 
2010 · 
2011 ·
2012 ·
2013 ·
2014 ·
2015 ·
2016 ·
2017 ·
2018 ·
2019 ·
2020 ·
2021 ·
2022 ·
2023 ·
2024
Albanië ·
Angola ·
Argentinië ·
Armenië ·
Bahrein ·
Bangladesh ·
België ·
Benin ·
Bolivia ·
Bosnië en Herzegovina ·
Botswana ·
Brazilië ·
Bulgarije ·
Burkina Faso ·
Burundi ·
Centraal-Afrikaanse Republiek ·
Chili ·
China ·
Colombia ·
Congo-Brazzaville ·
Congo-Kinshasa ·
Cuba ·
Denemarken ·
Djibouti ·
DDR ·
Duitsland ·
Egypte ·
Engeland ·
Equatoriaal-Guinea ·
Ethiopië ·
Finland ·
Frankrijk ·
Gabon ·
Gambia ·
Ghana ·
Guinee ·
Guinee-Bissau ·
Hongarije ·
Ierland ·
Irak ·
Iran ·
Italië ·
Ivoorkust ·
Joegoslavië ·
Jordanië ·
Kaapverdië ·
Kameroen ·
Kenia ·
Koeweit ·
Lesotho ·
Libanon ·
Liberia ·
Libië ·
Luxemburg ·
Madagaskar ·
Malawi ·
Maleisië ·
Mali ·
Malta ·
Marokko ·
Mauritanië ·
Mexico ·
Mozambique ·
Namibië ·
Nepal ·
Niger ·
Nigeria ·
Noord-Ierland ·
Oeganda ·
Oman ·
Oostenrijk ·
Peru ·
Polen ·
Portugal ·
Qatar ·
Roemenië ·
Rusland ·
Rwanda ·
Saoedi-Arabië ·
Senegal ·
Servië ·
Seychellen ·
Sierra Leone ·
Slovenië ·
Slowakije ·
Soedan ·
Somalië ·
Sovjet-Unie ·
Spanje ·
Syrië ·
Tanzania ·
Togo ·
Tsjaad ·
Tunesië ·
Turkije ·
Uruguay ·
Verenigde Arabische Emiraten ·
Verenigde Staten ·
Zambia ·
Zimbabwe ·
Zuid-Afrika ·
Zuid-Jemen ·
Zuid-Korea ·
Zweden ·
Zwitserland
België (2014) · 
Chili (1982) · 
Duitsland (2014) · 
Engeland (2010) · 
Oostenrijk (1982) ·
Rusland (2014) ·
Senegal (2019, 2) ·
Slovenië (2010) · 
Verenigde Staten (2010) ·
West-Duitsland (1982) · 
Zuid-Korea (2014)
FBF · 
Benins vrouwenelftal · Olympisch elftal
Algerije ·
Angola ·
Burkina Faso ·
Burundi ·
Congo-Brazzaville ·
Congo-Kinshasa ·
Egypte ·
Equatoriaal-Guinea ·
Ethiopië ·
Gabon ·
Gambia ·
Ghana ·
Guinee ·
Guinee-Bissau ·
Ivoorkust ·
Kameroen ·
Lesotho ·
Liberia ·
Libië ·
Madagaskar ·
Malawi ·
Mali ·
Marokko ·
Mauritanië ·
Mozambique ·
Namibië ·
Niger ·
Nigeria ·
Oeganda ·
Oman ·
Rwanda ·
Sao Tomé en Principe ·
Senegal ·
Sierra Leone ·
Soedan ·
Tanzania ·
Togo ·
Tsjaad ·
Tunesië ·
Verenigde Arabische Emiraten ·
Zambia ·
Zimbabwe ·
Zuid-Afrika ·
Zuid-Soedan